# Порт Таллінна
Порт Таллінна (ест. Tallinna Sadam) — найбільша портова організація Естонії. Офіційна назва Таллінна Садам (в перекладі з естонської «Талліннський порт») який включає до свого складу не лише порти міста Таллінна, а також порти в інших регіонах Естонії. Зокрема до акціонерного товариства Таллінна Садам входять 5 портів, це найбільша портова компанія на Балтиці.

## Історія
Перші свідчення про мореплавців в бухті сучасного Таллінна відносяться до VII століття до н. е. Як зручна гавань бухта Таллінна використовувалась уже із Х ст. Вважається, що Талліннський порт — це одне з найдавніших місць швартування суден, історія якого вимірюється тисячоліттями.
Сучасне державне портове підприємство Таллінна Садам була засноване у квітні 1992 році. У 1996 році державне підприємство було перетворено в державне акціонерне товариство, єдиним акціонером якого є Естонська Республіка.

## Список портів
- Ванасадам — головний пасажирський порт в Естонії; розташований в самому центрі Таллінна; один з найжвавіших пасажирських портів Балтійського моря;
- Мууга — найбільший вантажний порт в Естонії, розташований в Маарду, за 13 км на північний схід від центру міста Таллінна;
- Палдіскі Ліунасадам — морський порт за 40 км на захід від Таллінна;
- Пальяссааре — невеликий вантажний порт в декількох кілометрах на північний захід від центру міста Таллінна в Пальяссааре;
- Сааремаа — пасажирський порт на острові Сааремаа, в селі Ніназу, в острівному графстві Мустьяла;

## Призначення портів

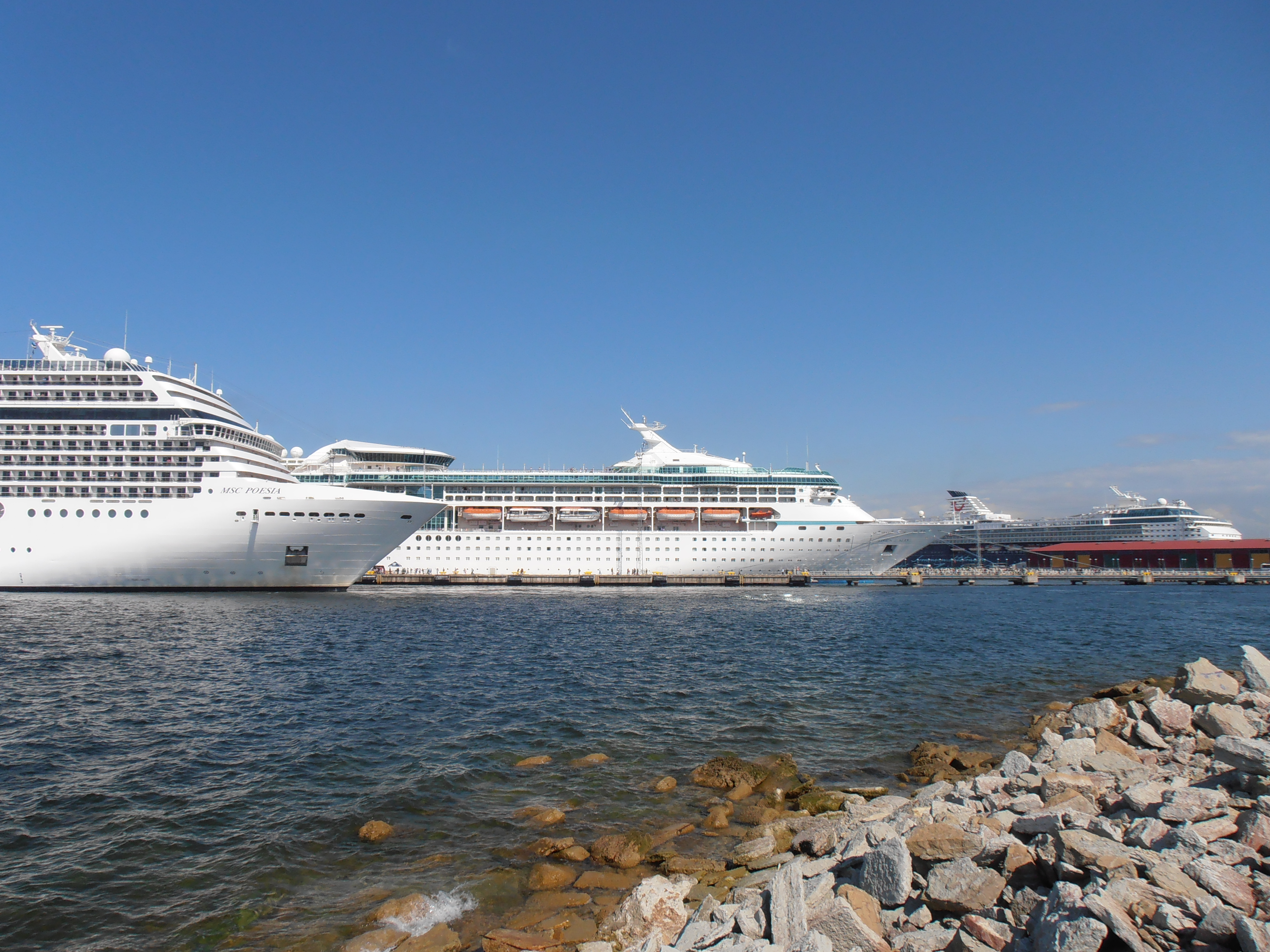
Круїзні лайнери у порту Ванасадам

Типи вантажів і суден, що обслуговуються
- Ванасадам — пасажирські та ролкер перевезення, приймає круїзні і лінійні лайнери;

- Мууга — контейнерні перевезення, насипні вантажі (вугілля, добрива, зерно, металобрухт, щебінь та ін.), наливні вантажі, генеральні вантажі, ролкер перевезення;
- Пальяссааре — приймає генеральні вантажі, насипні вантажі (кам'яне вугілля), наливні вантажі (нафтопродукти);
- Палдіскі Ліунасадам — генеральні вантажі, насипні вантажі, наливні вантажі, ролкер перевезення;
- Сааремаа — призначений і побудований, в основному, для обслуговування пасажирських суден;

## Коротка інформація про порти Tallinna Sadam
Технічні дані портів:
| Назва порту         | Територія порту (га) | Акваторія порту (га) | Кількість причалів | Загальна довжина причалів (м) | Максимальна глибина (м) |
| ------------------- | -------------------- | -------------------- | ------------------ | ----------------------------- | ----------------------- |
| Ванасадам           | 52,9                 | 93,6                 | 24                 | 5018                          | 11                      |
| Мууга               | 524,2                | 752                  | 29                 | 6379                          | 18                      |
| Палдіскі Ліунасадам | 141,1                | 147,2                | 10                 | 1850                          | 14,5                    |
| Пальяссааре         | 43,6                 | 33,5                 | 11                 | 1859                          | 9                       |
| Сааремаа            | 13,6                 | 44,3                 | 3 (+ 1 плавучий)   | 445                           | 10                      |